# Garpenbergs herrgård
Garpenbergs herrgård är en herrgård i Garpenberg i Hedemora kommun i Dalarnas län.

## Historik
Redan på 1500-talet grundade Gustav Vasa Garpenbergs bruk och anlade en kungsgård på ägorna i närheten av Garpenbergs gruva och handelsstaden Hedemora. Huvudbyggnaden, som den är idag, restes 1801 och i källaren finns ett slaggstensvalv med rester kvar från den ursprungliga kungsgården. Det var brukspatron Salomon von Stockenström (1751-1811) som lät bygga herrgården och anlitade för detta arkitekten Carl Christoffer Gjörwell (1766–1837). Gjörwell hade då redan gjort sig ett namn och var en flitigt anlitad arkitekt (Åbo Universitetshus, Haga Slott m.fl.). Både Gjörwell och Stockenström var mycket influerade av fransk slottsarkitektur, och detta syns tydligt i herrgårdens arkitektur, som mer liknar en slottsbyggnad än herrgård. 
Fram till 1910 och brukets konkurs var herrgården privatbostad. Den kom därefter att köpas av staten och blev från 1915 hemvist för en jägmästarutbildning i regi av dåvarande Skogshögskolan. Med sitt speciella läge med närhet till flera klimatzoner passade detta, då man kunde odla fram ett arboretum för utbildningen med träd från olika delar av Sverige.
Herrgården är sedan 1935 klassad som ett kultur- och byggnadsminnesmärke. Sedan 1997 har Garpenbergs herrgård varit i privat ägo. Nu inhyser byggnaden såväl restaurang som salar för konferens, bröllop och andra arrangemang. 
År 1995 avgränsade SCB byggnaderna runt jordbruksfastigheten som en egen småort med småortskod S6513. Den benämndes Garpenbergs gård och omfattade 57 invånare på en yta av 24 hektar.

## Bilder

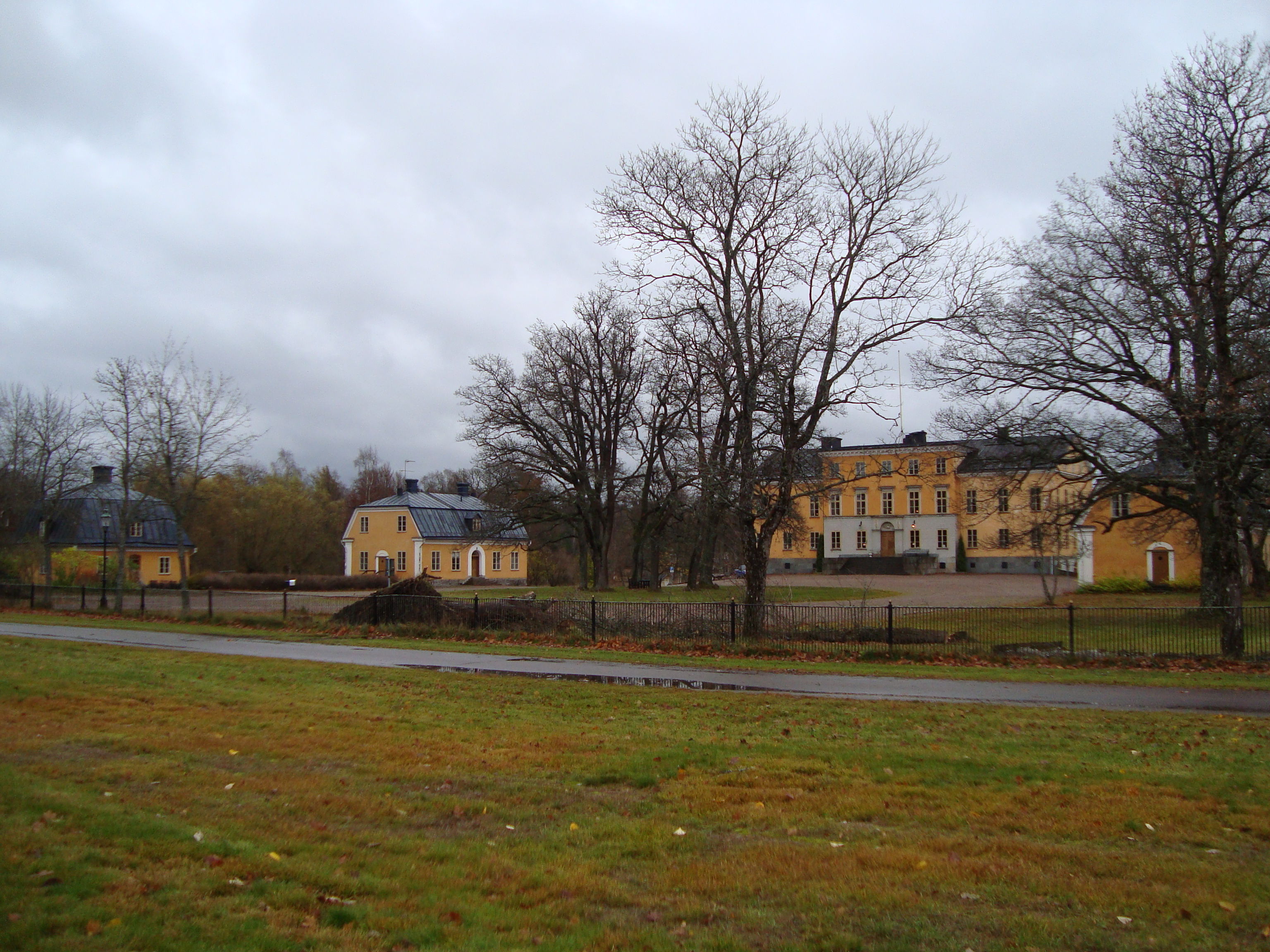
Herrgårdsanläggningen sett från norr.
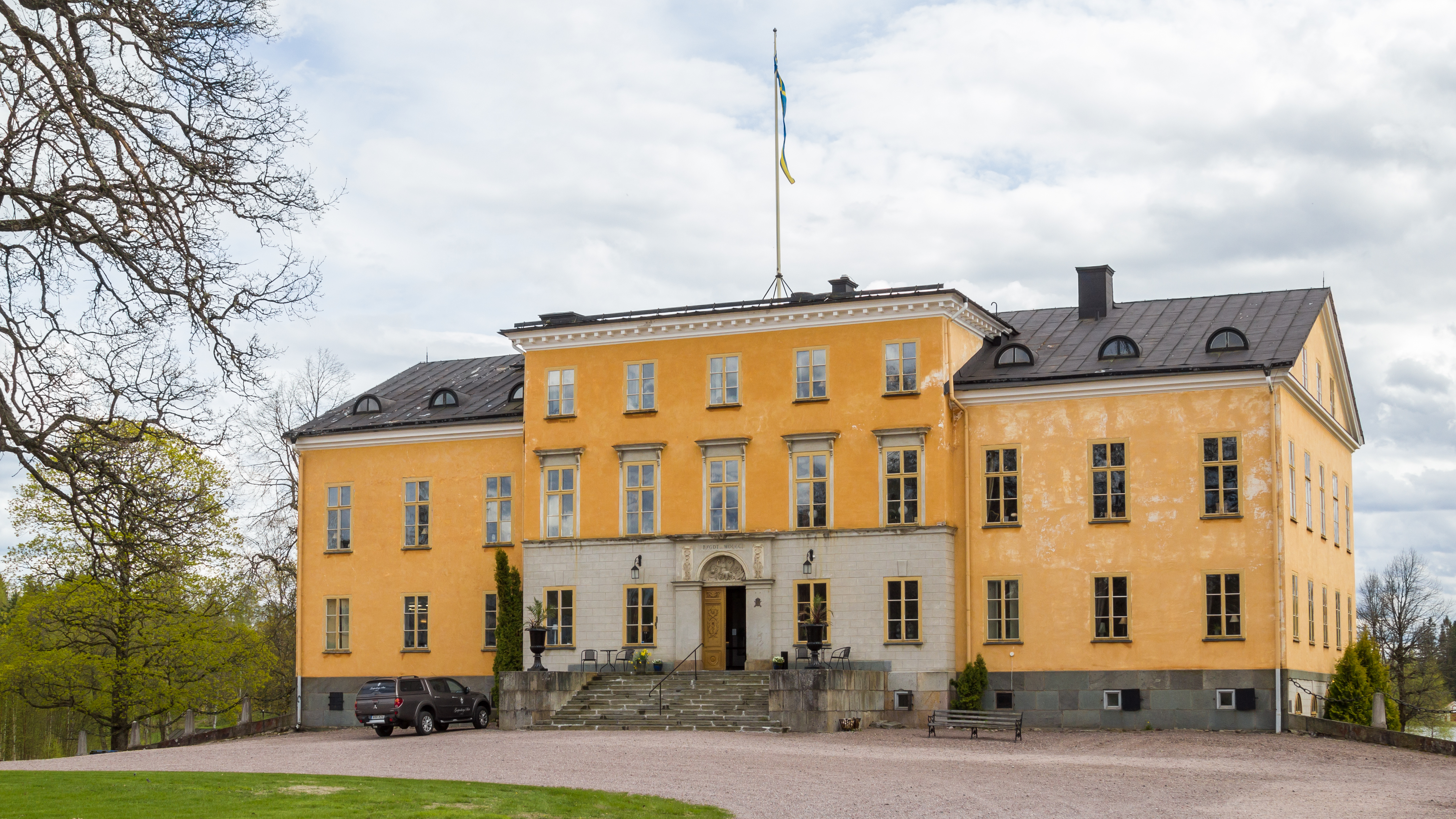
Huvudbyggnaden.
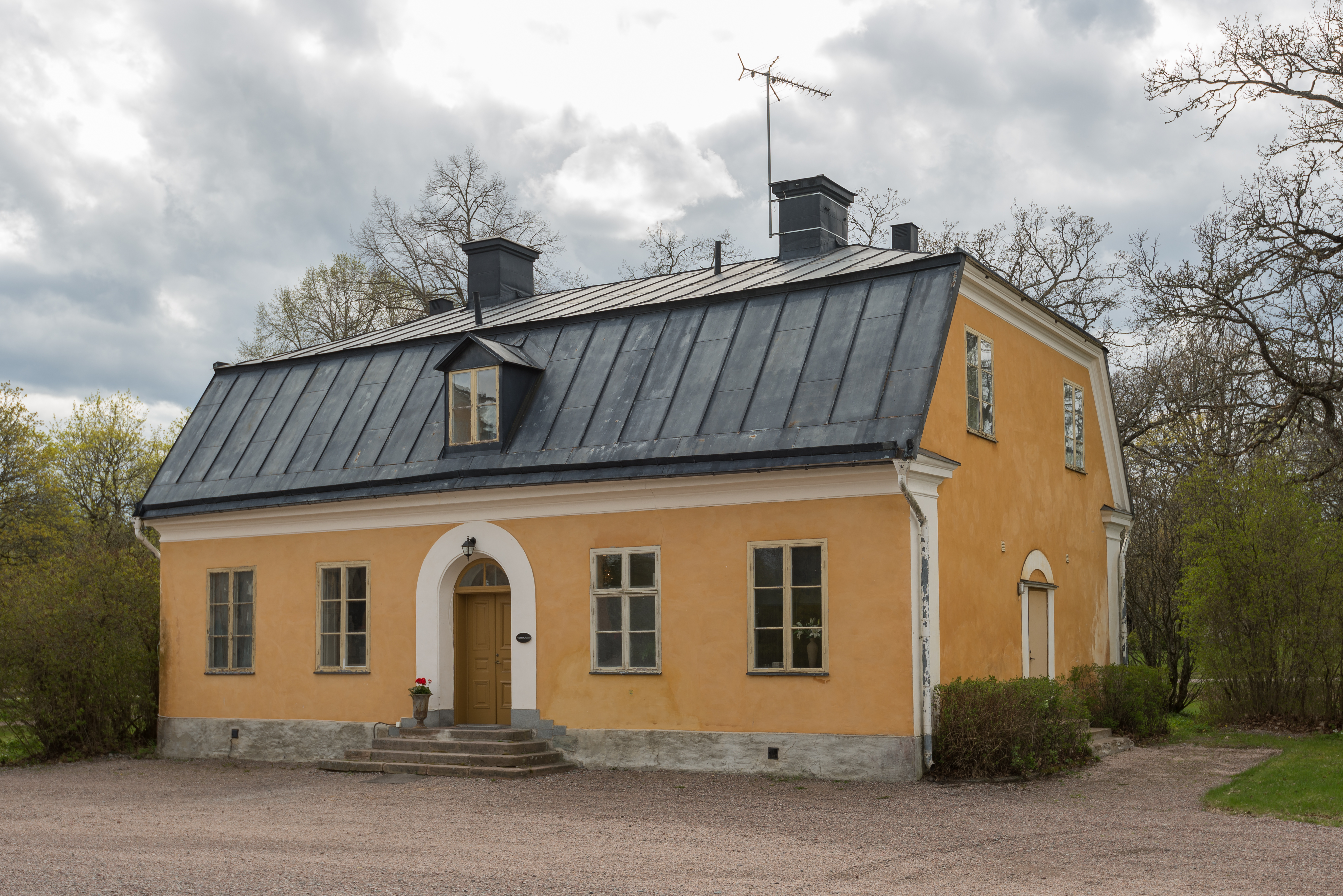
Västra flygeln.